# Diptychandra
Diptychandra es un género de plantas con flores con tres especies perteneciente a la familia Fabaceae. Comprende 3 especies descritas y de estas, solo 2 aceptadas.

## Taxonomía
El género fue descrito por Louis René Tulasne y publicado en Annales des Sciences Naturelles; Botanique, sér. 2 20: 139. 1843.

## Especies aceptadas
A continuación se brinda un listado de las especies del género Diptychandra aceptadas hasta febrero de 2015, ordenadas alfabéticamente. Para cada una se indica el nombre binomial seguido del autor, abreviado según las convenciones y usos.	
- Diptychandra aurantiaca
- Diptychandra glabra